# Winter Garden Atrium
El Winter Garden Atrium es un pabellón abovedado de cristal de diez plantas en Brookfield Place, Nueva York. Originalmente construido en 1988 y substancialmente reconstruido en 2002, el atrio posee varias plantas, árboles y flores, y tiendas. La parte trasera del edificio se abre sobre la plaza del World Financial Center y el North Cove Yacht Harbor del río Hudson.

## Historia
El Winter Garden Atrium, junto con el resto de Brookfield Place (anteriormente World Financial Center) fue diseñado por el arquitecto César Pelli en 1985. Se inauguró el 14 de octubre de 1988 y tuvo un coste de 60 millones de dólares. El atrio estaba originalmente conectado al World Trade Center a través de un puente peatonal de 120 metros que se extendía a West Street. Fue gravemente dañado durante los atentados del 11 de septiembre de 2001, y casi todos sus cristales se rompieron debido a la nube de polvo desencadenado después del derrumbe de las torres gemelas, pero fue reconstruido durante el primer año de recuperación del centro financiero.
La reconstrucción requirió 2000 paneles de cristal, 5400 m² de embaldosado de mármol para el suelo y las escaleras, y 16 palmeras de abanico mexicana con un coste de 50 millones de dólares. Reabierto el 17 de septiembre de 2002, el Winter Garden fue la primera gran estructura en ser completamente restaurada después de los ataques. El presidente George W. Bush estuvo presente en la ceremonia de reapertura.
El puente peatonal también fue destruido como consecuencia de los atentados y fue sustituido por ventanas con vistas al World Trade Center.

## Exhibiciones
Desde su construcción, el Winter Garden Atrium ha presentado conciertos y sinfonías. Durante su reapertura en 2002, el atrio presentó ballets, conciertos y una actuación del Big Apple Circus.
En la primavera de 2003, un documento de exhibición del proceso de recuperación del World Trade Center fue instalado por la Lower Manhattan Development Corporation en el Winter Garden. El documental incluía los primeros diseños de Daniel Libeskind del One World Trade Center. Más tarde ese año, los ocho finalistas en la competición de los nuevos edificios dieron a conocer sus diseños y fueron presentados en el atrio.
El Winter Garden continúa siendo un lugar dedicado a las exhibiciones de arte, música y espectáculos, así como a la presentación de películas durante el Festival de Cine de Tribeca.

## Galería

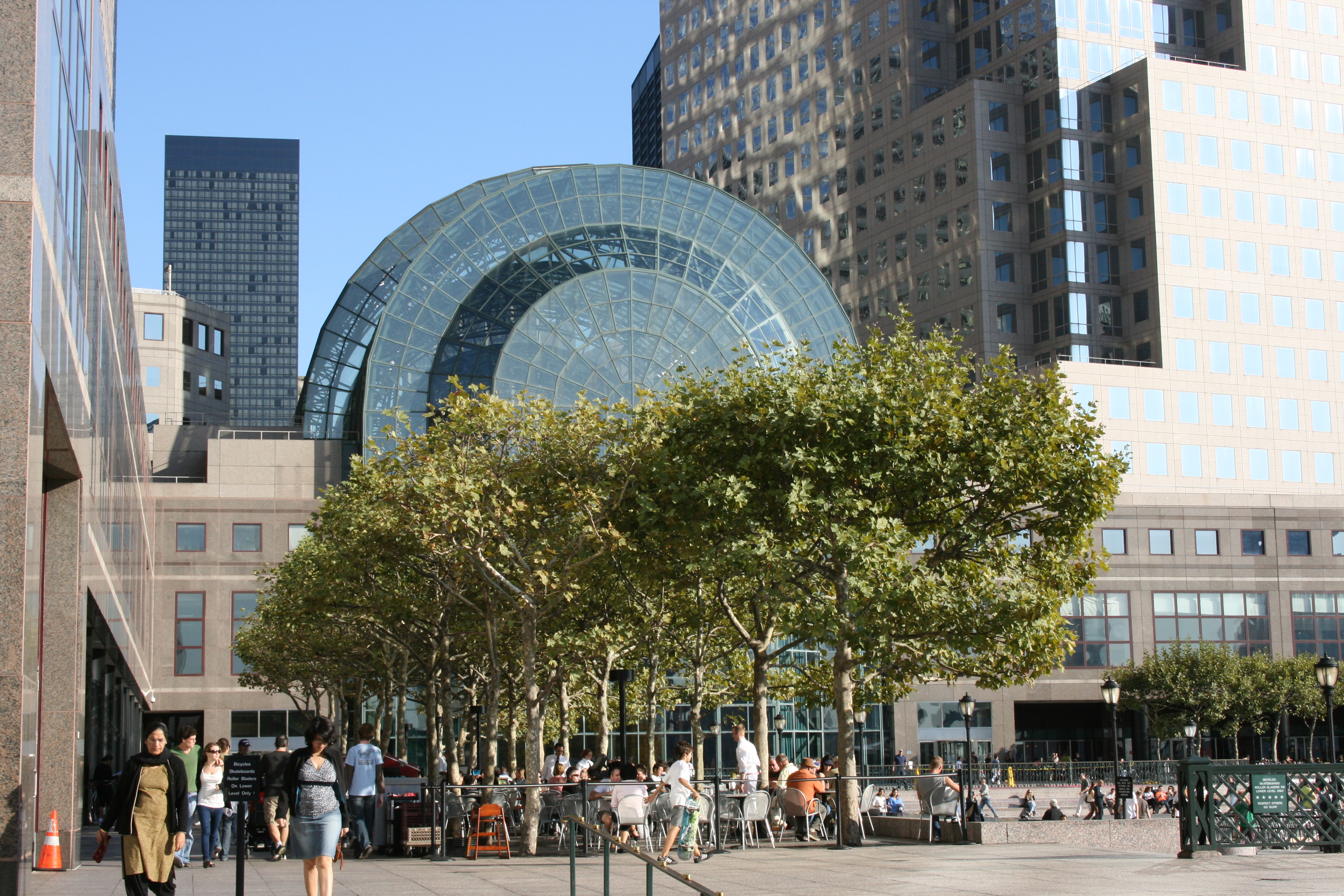
Exterior del Winter Garden Atrium desde la plaza del World Financial Center
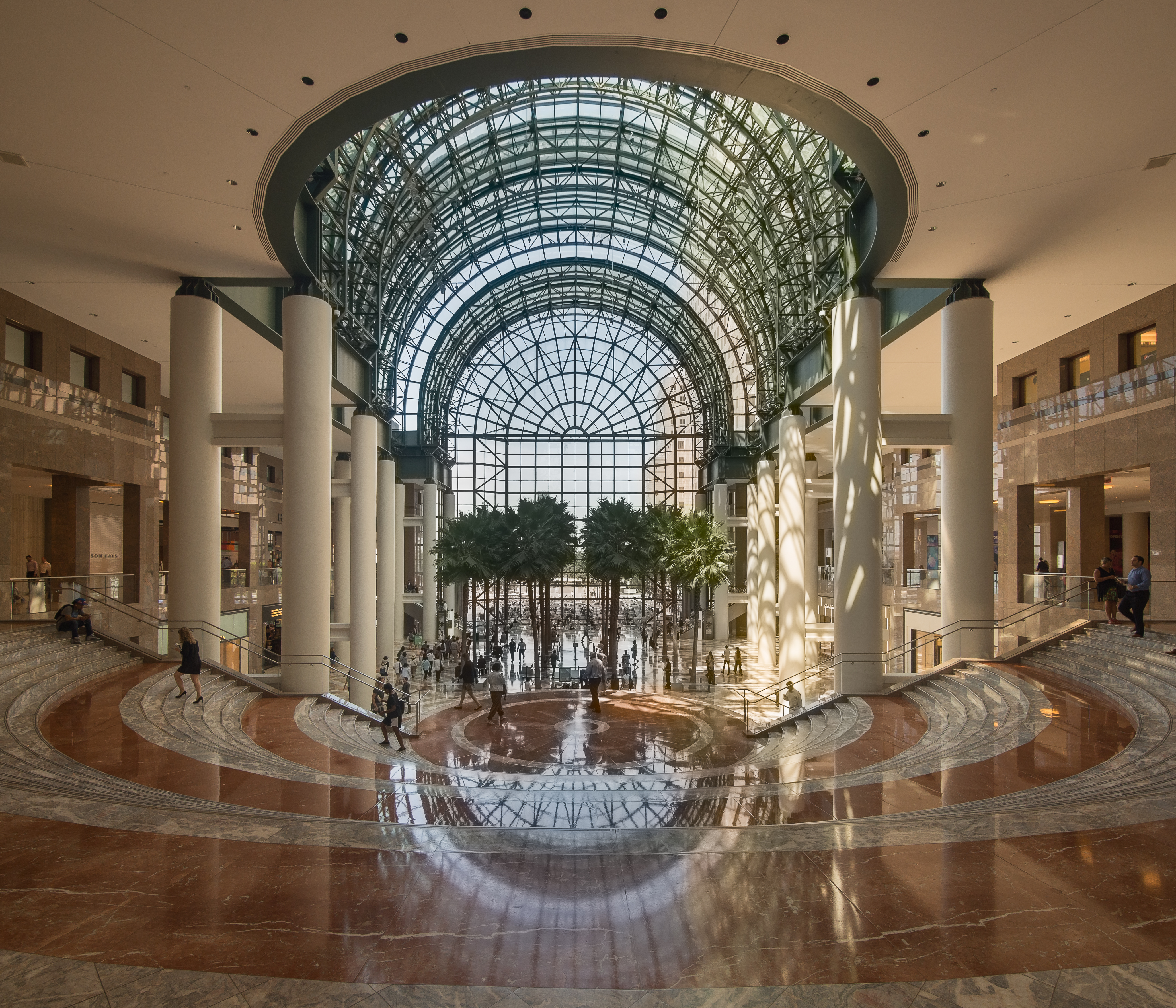
Palmeras en el interior del Winter Garden Atrium
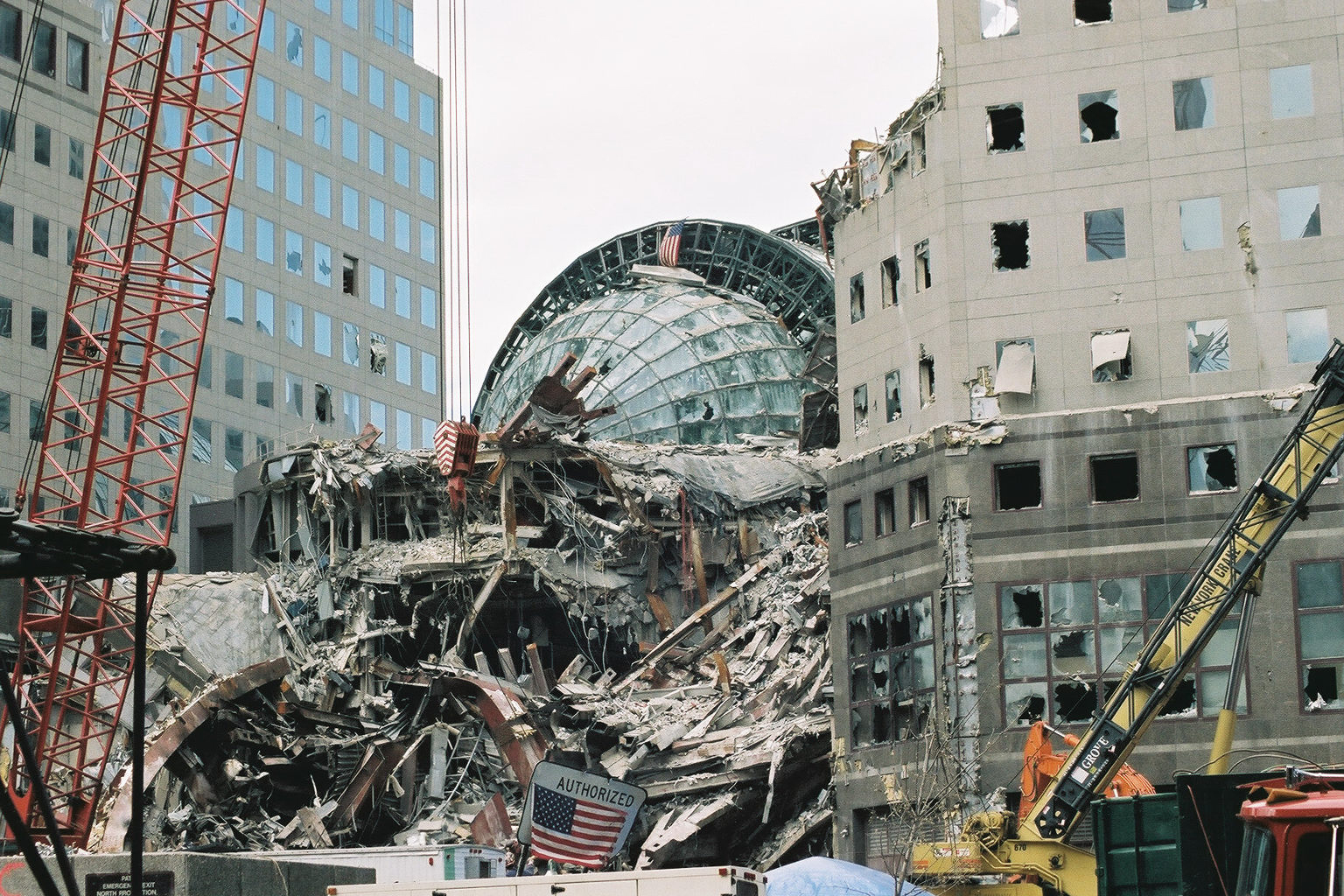
Escombros del Winter Garden tras el 11-S
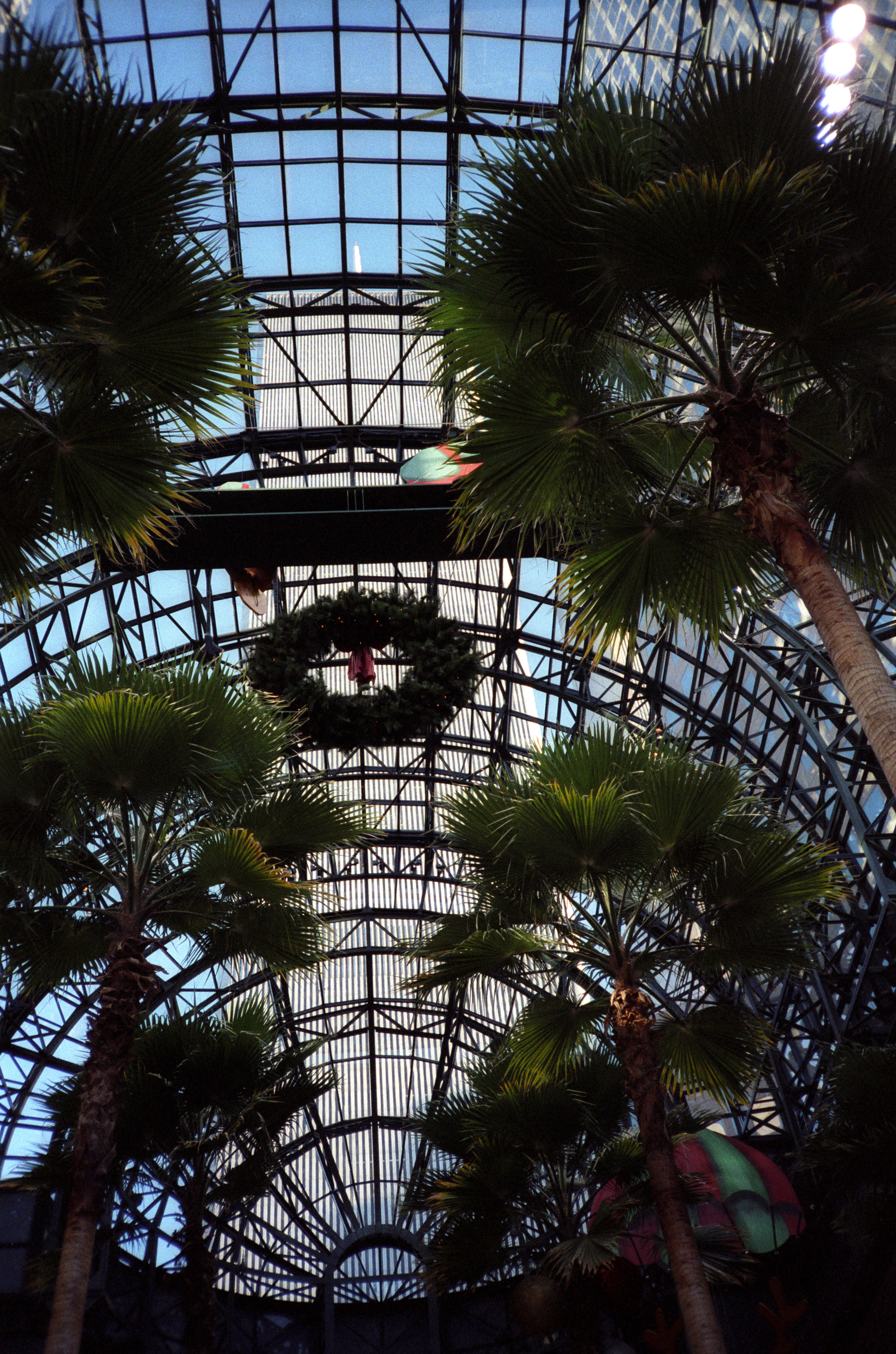
Vista del World Trade Center, 1988